# Antoine Coysevox
Charles Antoine Coysevox Lió, 29 de setembre de 1640 - París, 10 d'octubre de 1720) fou un escultor francès, descendent d'una llarga família emigrant d'Espanya.

## Biografia
Només tenia disset anys quan va produir una estàtua de la Mare de Déu de considerable mèrit; i havent estudiat amb Louis Lerambert i després d'aprendre pel seu compte fent còpies en marbre d'escultures romanes (entre altres, l'anomenada Venus de Médici i el Càstor i Pòl·lux), va ser contractat pel bisbe d'Estrasburg, el cardenal William Egon de Fürstenberg, perquè adornés amb estàtues el seu castell en Saverne.
El 1666 es va casar amb Marguerite Quillerier, la neboda de Lerambert, qui va morir a l'any següent del matrimoni. El 1671, després d'haver passat quatre anys en Saverne, que va ser posteriorment destruït pel foc el 1780, va tornar a París. El 1676 el seu bust del pintor Charles Le Brun li va servir per obtenir l'ingrés en la Académie Royale. Un any més tard es va casar amb Claude Bourdict.
Com a conseqüència de la coordinació de les arts oficials que va exercir Charles Le Brun entre els anys 1677 i 1685, va ser contractat per compte de Lluís XIV de França per produir gran part de la decoració i un gran nombre d'estàtues per Versalles; i més tard va treballar, entre 1701 i 1709, amb una facilitat i un èxit no menors, per al Palau de Marly, posteriorment abandonat amb amplitud, després destruït durant la Revolució Francesa.

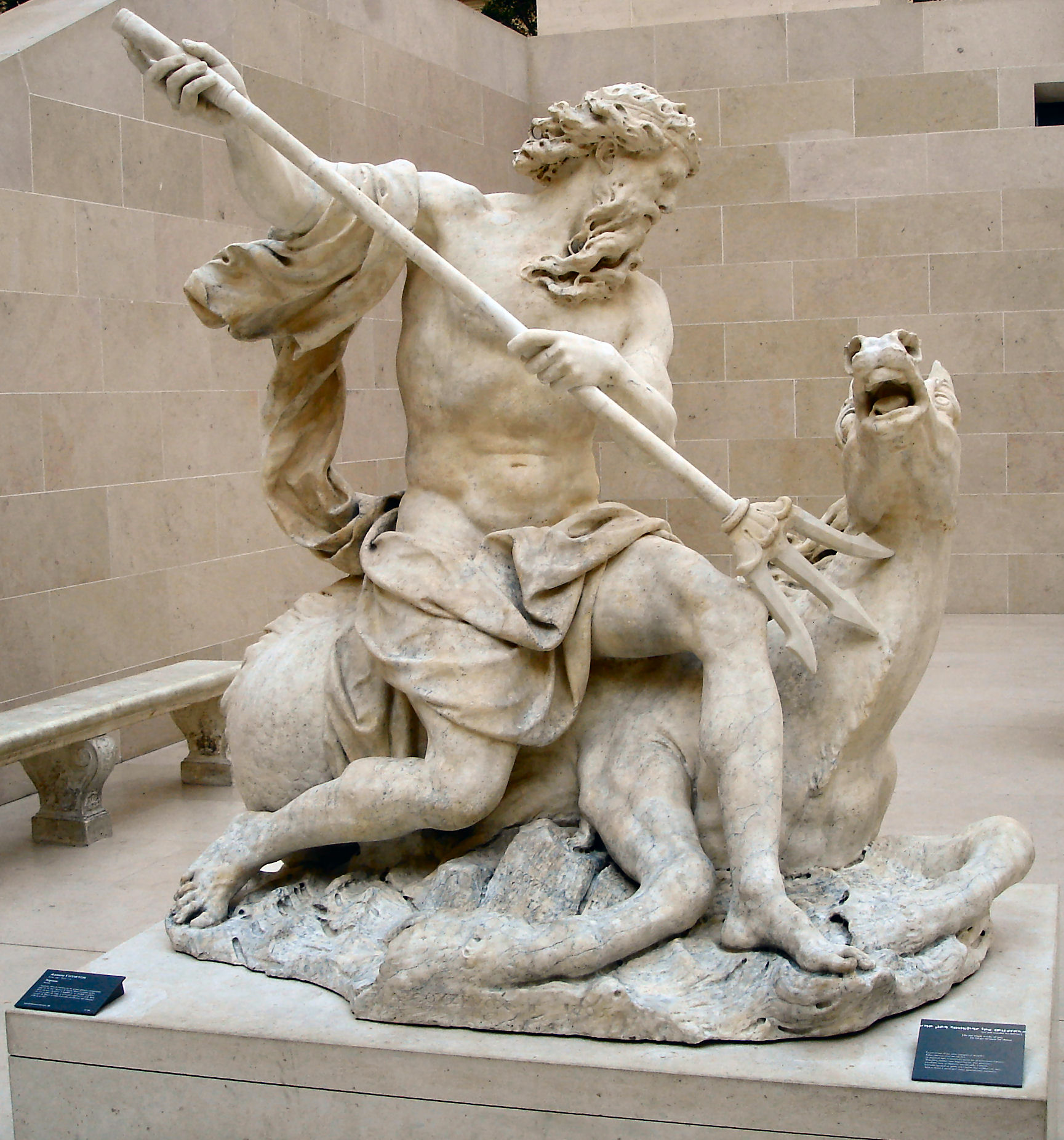
Neptú, de Marly, 1699-1705 (Louvre).

Entre les seves obres de Marly estan el Mercuri i l'eqüestre Fama (1702) i Neptú i Anfítrite, traslladats el 1719 als Jardins de les Teuleries; Justícia i Fortalesa i el Riu Garona a Versalles.
Se'l considera un gran retratista, inspirat per Gian Lorenzo Bernini. En les seves escultures de retrats es diu que va tenir gran èxit reflectint la semblança amb els models; va fer retrats en bust de la major part dels homes cèlebres del seu temps, incloent a Lluís XIV i a Lluís XV de França en Versalles, Colbert (en Saint-Eustache), el Cardenal Mazarino (a l'església del Col·legi de les Quatre Nacions), el Gran Condé (en el Louvre), Maria Teresa I d'Àustria, Turena, Vauban, els Cardenals de Bouillon i de Polignac, el duc de Chaulnes (Galeria Nacional d'Art de Washington DC); Fénelon, Racine, André Le Nôtre (església de St-Roch); Bossuet (en el Louvre), el comte de Harcourt, el Cardenal de Fürstenberg i Charles Le Brun (en el Louvre).
Coysevox va morir a París el 10 d'octubre de 1720.
A més de les obres abans esmentades, va fer una dotzena de monuments funeraris, incloent els de Colbert (en Saint-Eustache), i el del pintor Le Brun (a l'església de Saint Nicholas-du-Chardon). D'aquests mausoleus, destaca el del Cardenal Mazarino, avui conservat en el Louvre, en el qual «recull la inspiració teatral italiana i la interpreta de manera més clàssica en les seves al·legories».
Entre 1708 i 1710 Coysevox va produir altres tres escultures per Marly, un Pan (avui en el Louvre), flanquejada per una Flora i una Dríada (en els Jardins de les Teuleries). Un model reduït en terracota de la Dríada, signada i datada el 1709, es troba en el Museu Ashmoleano, Oxford.
Entre els alumnes de Coysevox van estar Nicolas i Guillaume Coustou.

## Obres

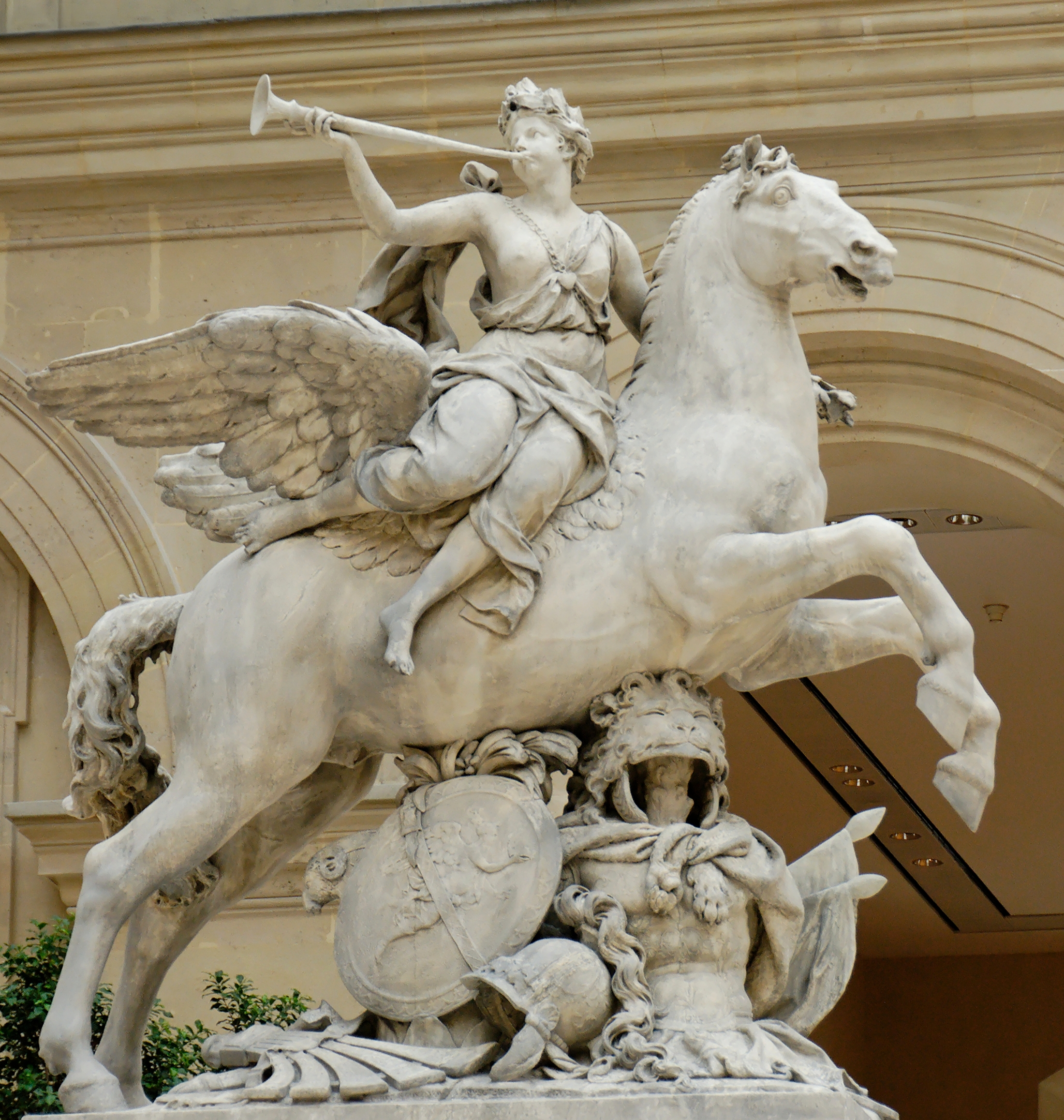
Fama de Lluís XIV, per Marly, 1702, traslladat al Jardí de les Teuleries, 1719.

### París

#### Museu del Louvre
- La Renommée montée sud Pégase i Mercure monté sur Pégase (1699 - 1702), dos grups en marbre originalment destinats al parc del Palau de Marly
- Le Berger flûteur (Pan), que, amb la Dríada i la Flora, van formar un grup consagrat al bosc, unicado al parc del Palau de Marly
- Anfítrite (1705), marbre
- Neptú (1705), marbre
- El riu Marne (1706), estàtua alegórica, marbre
- El riu Sena (1706), estàtua alegórica, marbre
- Nimfa en la seva petxina, estàtua, marbre
- Vénus accroupie (1685 - 1686), estàtua, marbre
- Retrat del pintor Antoine Coypel (1661-1722), bust, marbre
- Retrat del pintor Charles Le Brun (1619 - 1690) (1679), bust, marbre
- Retrat de Jean-Baptiste Colbert (1619 - 1683), bust, marbre
- Retrat de Luis II de Borbó nomenat El Gran Condé (1688), bust, bronze
- Retrat de Lluís XV de França a l'edat de nou anys (1719), bust, terracota
- Retrat de la senyora de Vaucel (abans de 1712), bust, terracota
- Retrat de Marie Serre, mare del pintor Hyacinthe Rigaud (1706), bust, marbre
- Autoretrat, bust, marbre
- Maria Adelaida de Savoia, duquessa de Borgoña, com a Diana (1685-1712) (1710), estàtua, marbre

#### Església de Saint-Louis des Invalides
- Les quatre virtuts: Fortalesa, Justícia, Temprança, Prudència, així com Carlemany, estàtues de pedra

#### Museu Carnavalet
- Lluís XIV de França com a emperador romà, estàtua, bronze, pati del hôtel Le Pelletier de Saint-Fargeau

### A províncies

#### A Versalles

##### Palacio de Versalles
- Retrat del Gran Delfí, fill de Lluís XIV - representat en 1679, bust, marbre
- Al·legoria del riu Garona (1686), grup, bronze, parc del palau, el Parterre d'aigua, estanci nord, brocal aquest; va fer altres al·legories de rius per al parc d'aquest palau
- El Got (o Gerro, gerro) de la Guerra (al·legoria de la submissió d'Espanya i de la derrota dels Turcs a Hongria), marbre, parc del palau, al costat dels jardins
- Glorificació de Lluís XIV (1678) en el Saló de la Guerra, gran relleu d'estuc representant a Luis XIV a cavall[5]

##### Museu Lambinet
- Retrat de Maria Adelaida de Savoia, duquessa de Borgoña, esposa de Lluís de França (1682-1712), bust, marbre

#### AChantilly
- Retrat del Gran Condé, bust, bronze, museu Condé

## Galeria

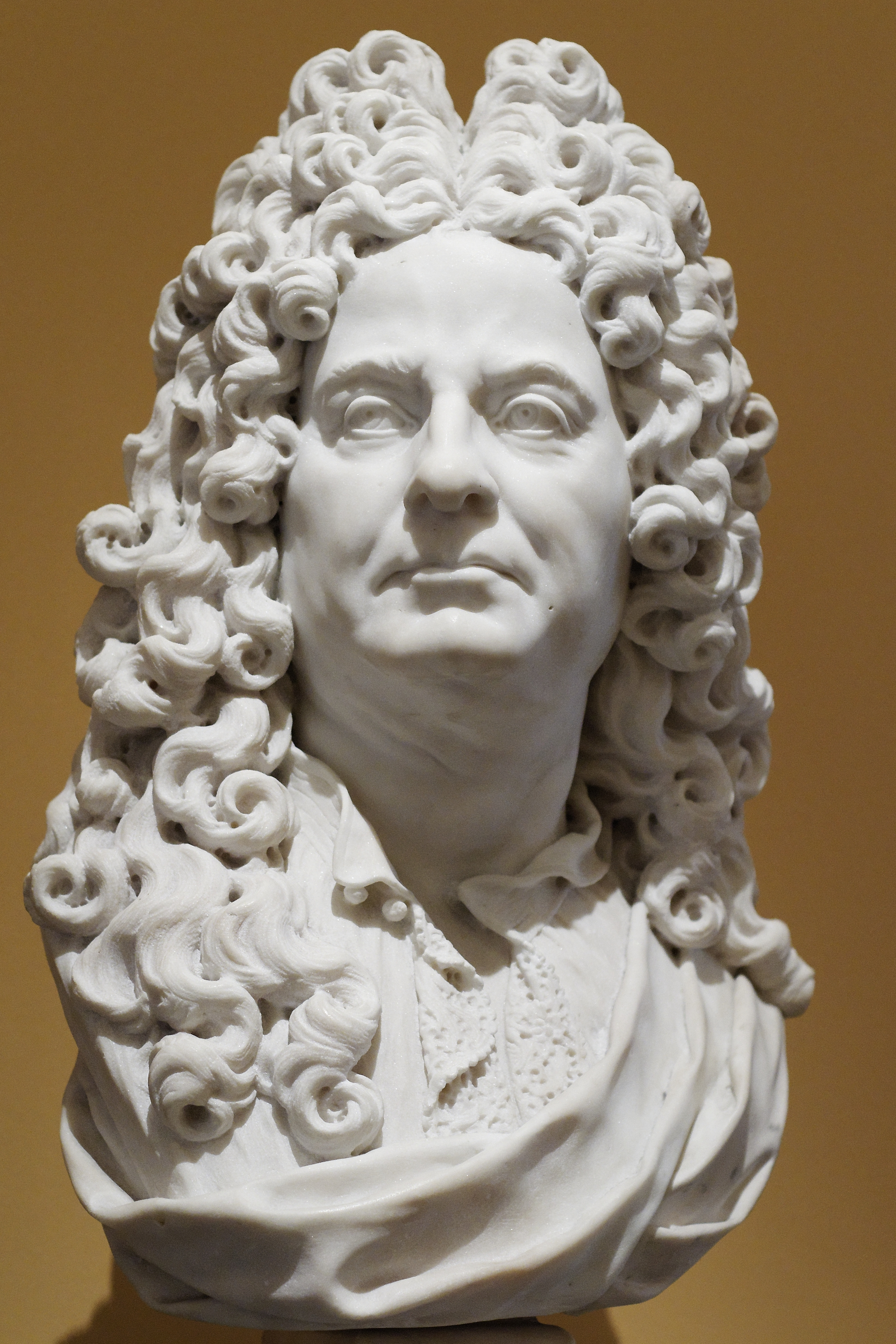
Retrat de Coypel, marbre, hacia 1712, Museu del Louvre.
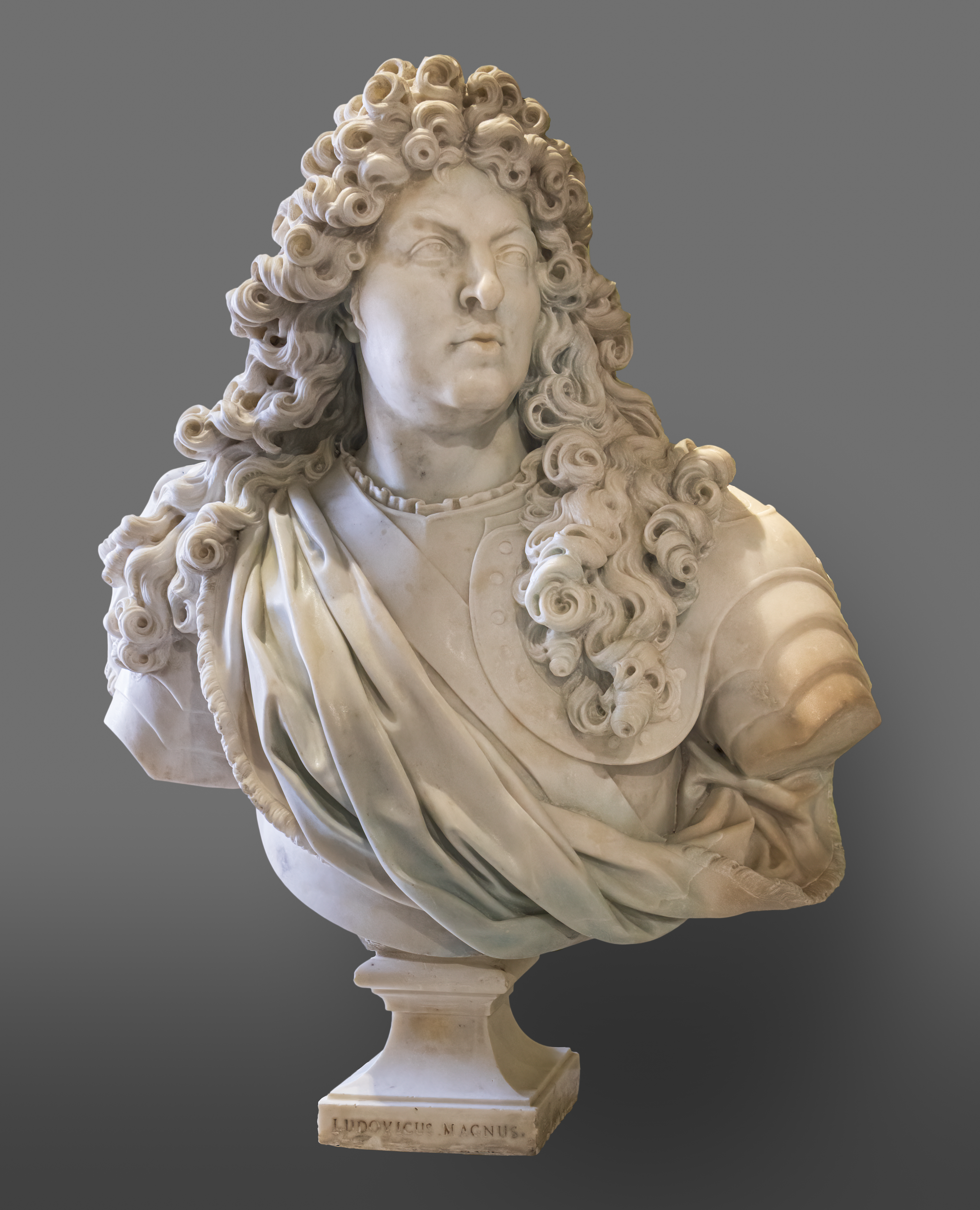
Retrat de Lluís XIV, marbre, 1680, Museu de Narbonne.
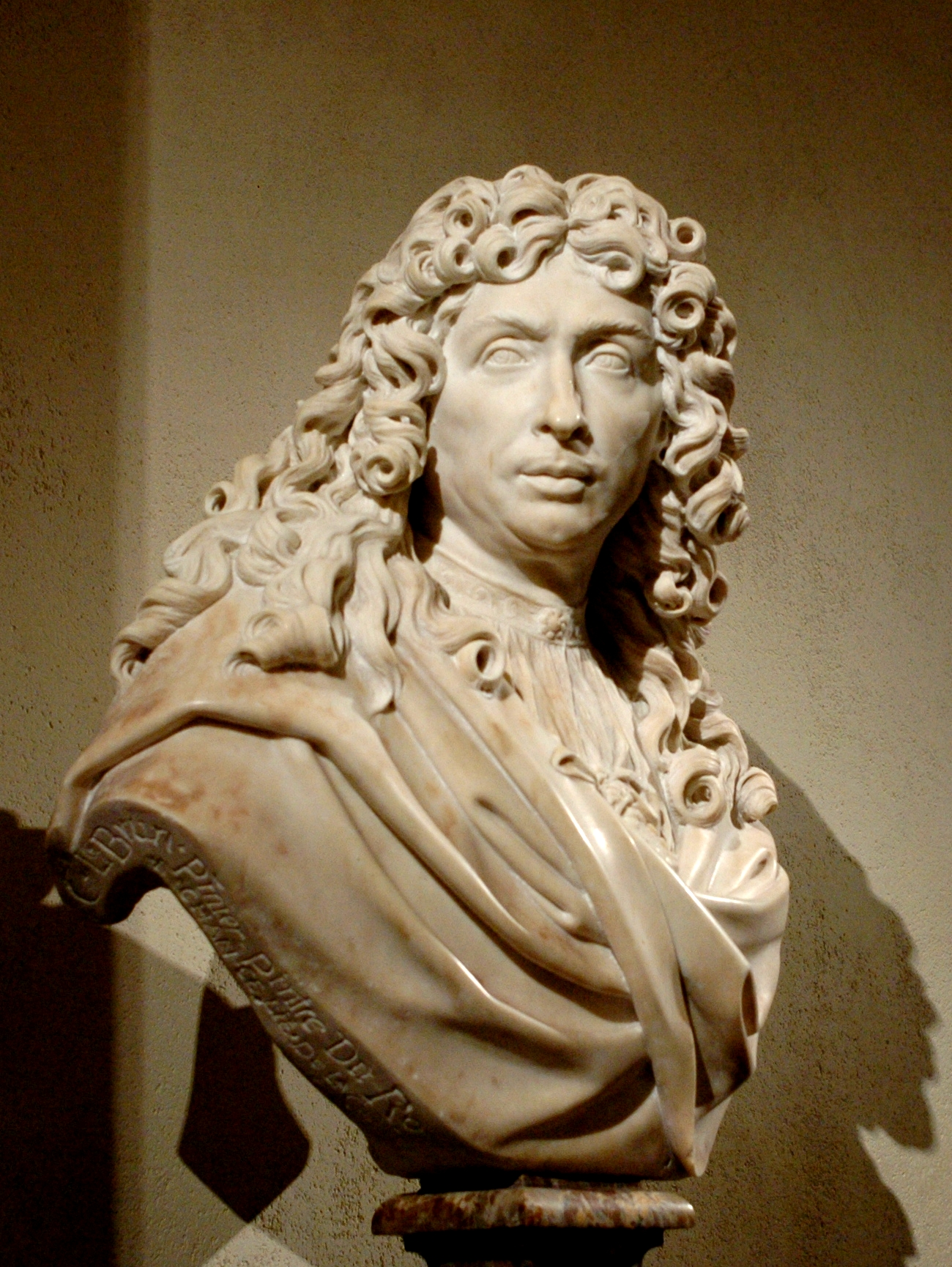
Retrat de Le Brun, marbre, 1679, Museu del Louvre.
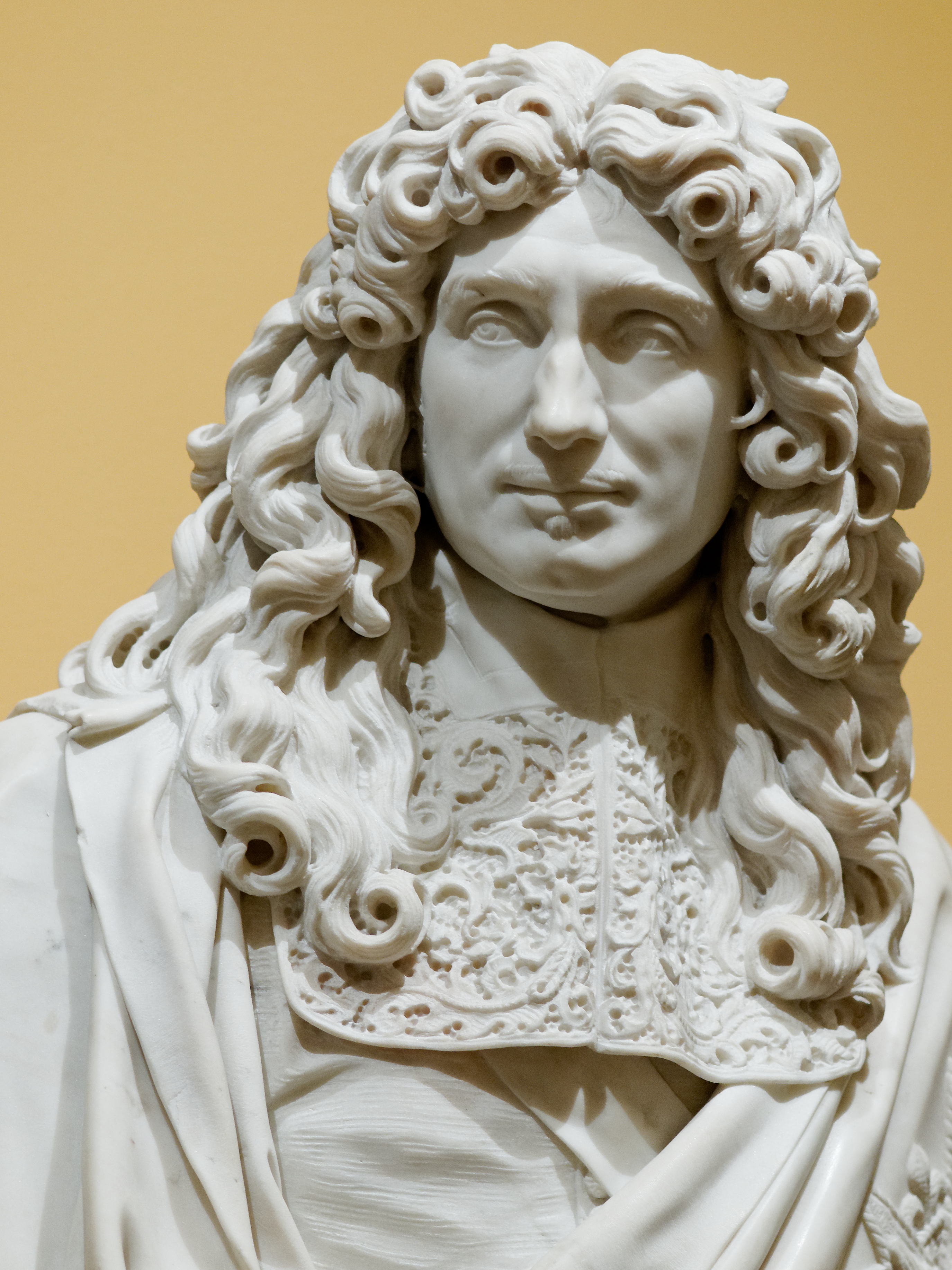
Retrat de Colbert, marbre, Museu del Louvre.
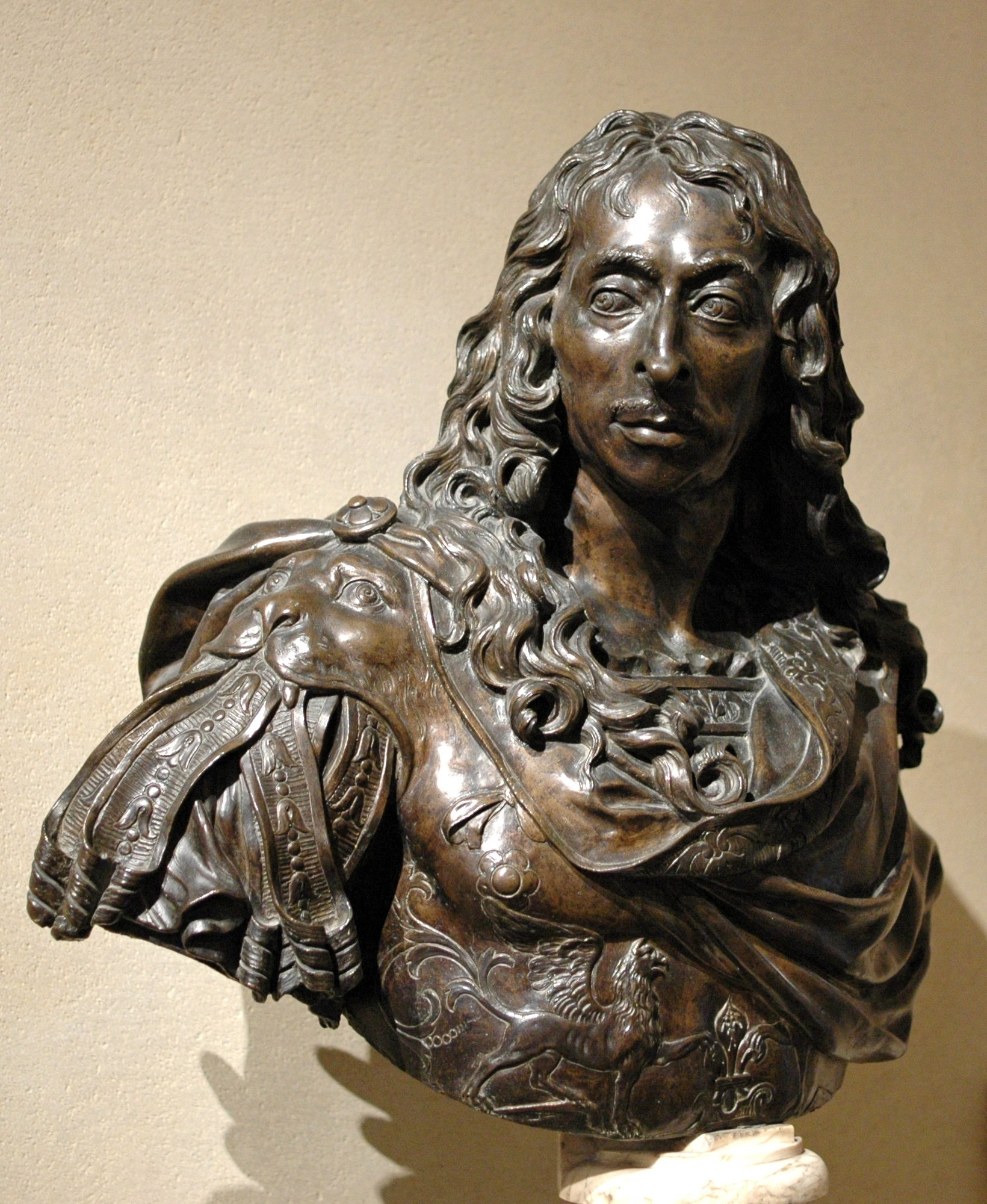
Retrat de Grand Conde, bronze, Louvre.

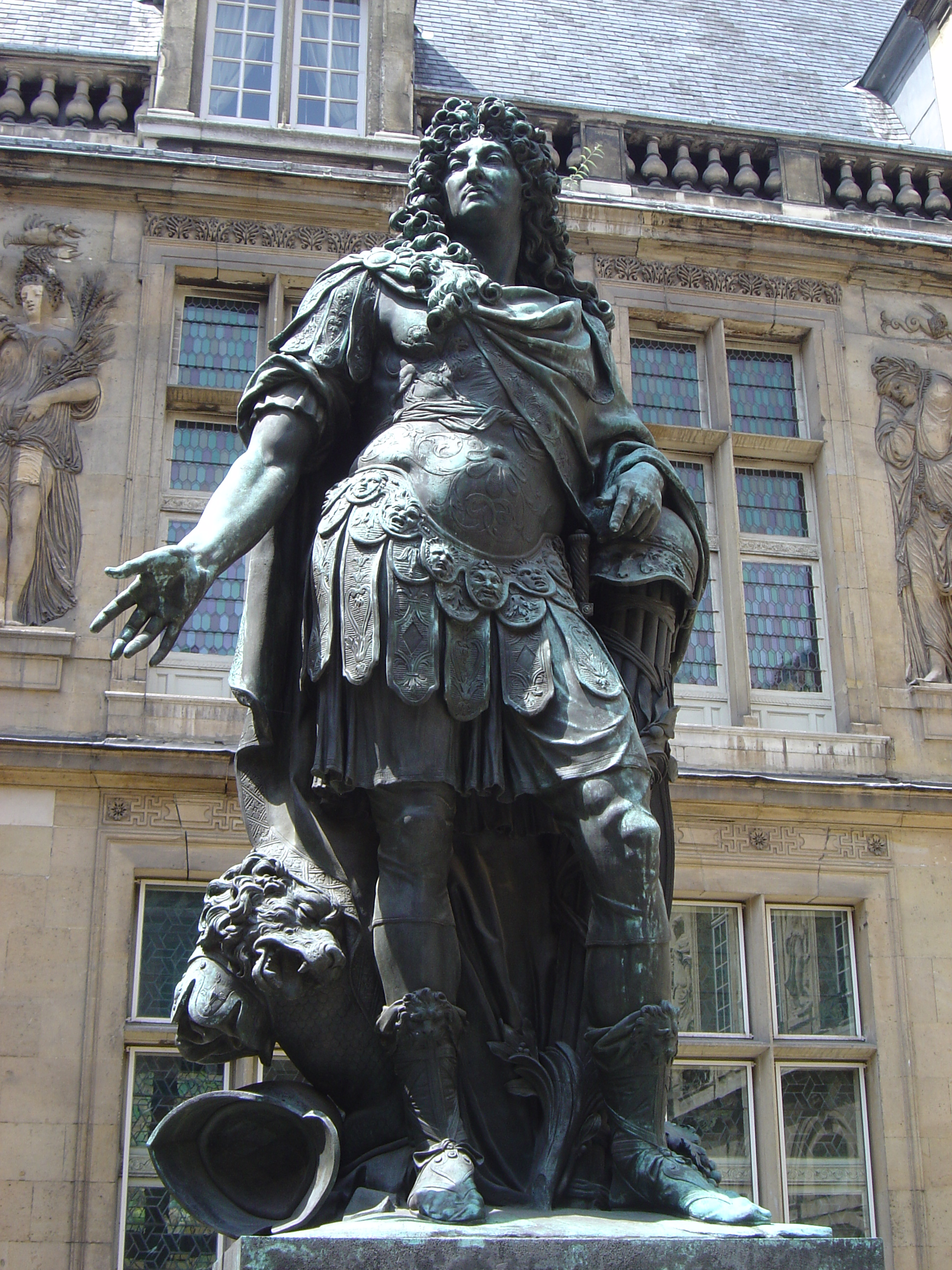
Lluís XIV, pati del museu Carnavalet
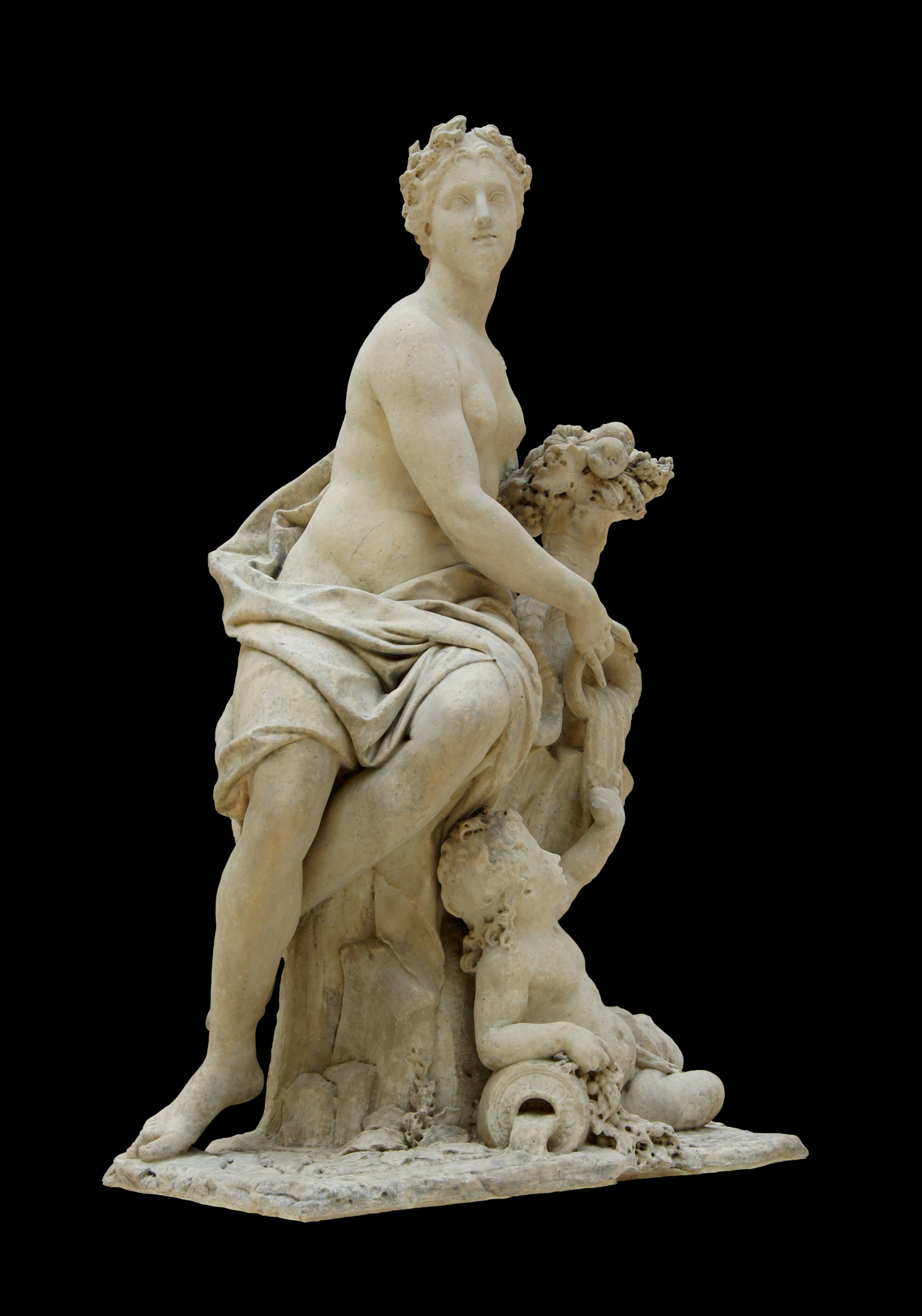
La Marne, marbre, 1706, Museu del Louvre.
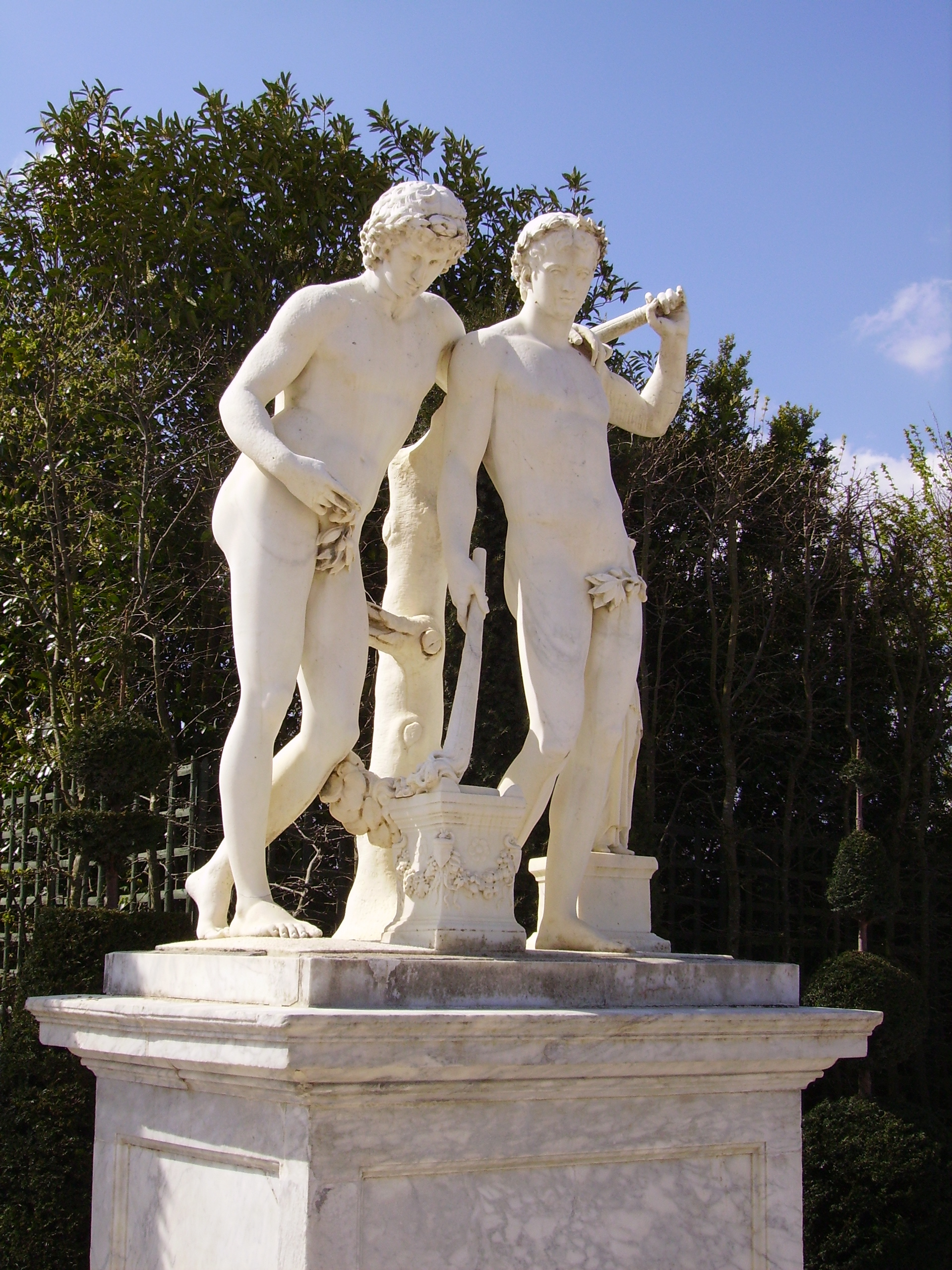
Càstor i Pòl·lux, marbre, 1679, Parc de Versalles.
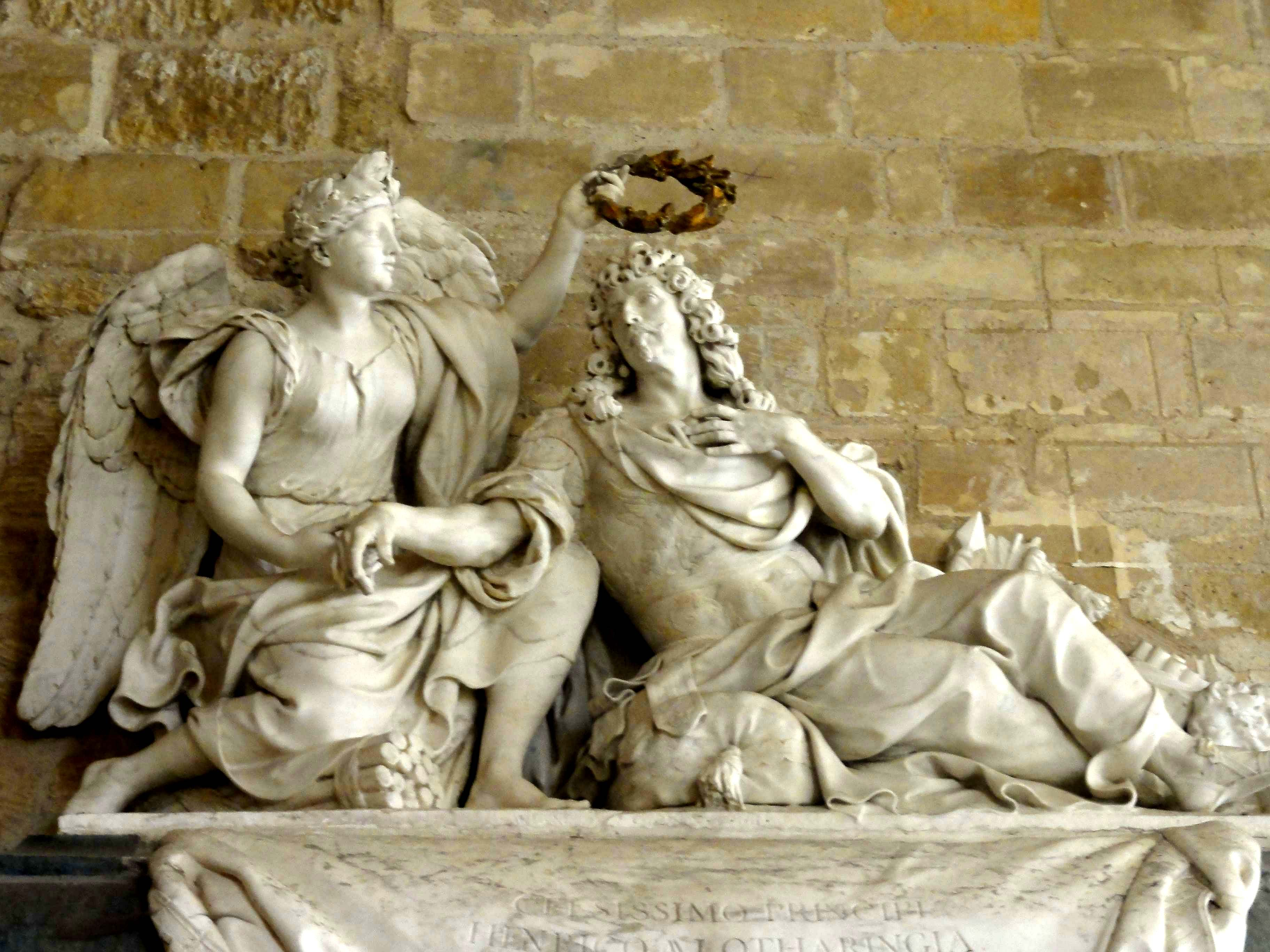
tombeau d'Henri de Lorraine-Harcourt, Asnières-sur-Oise
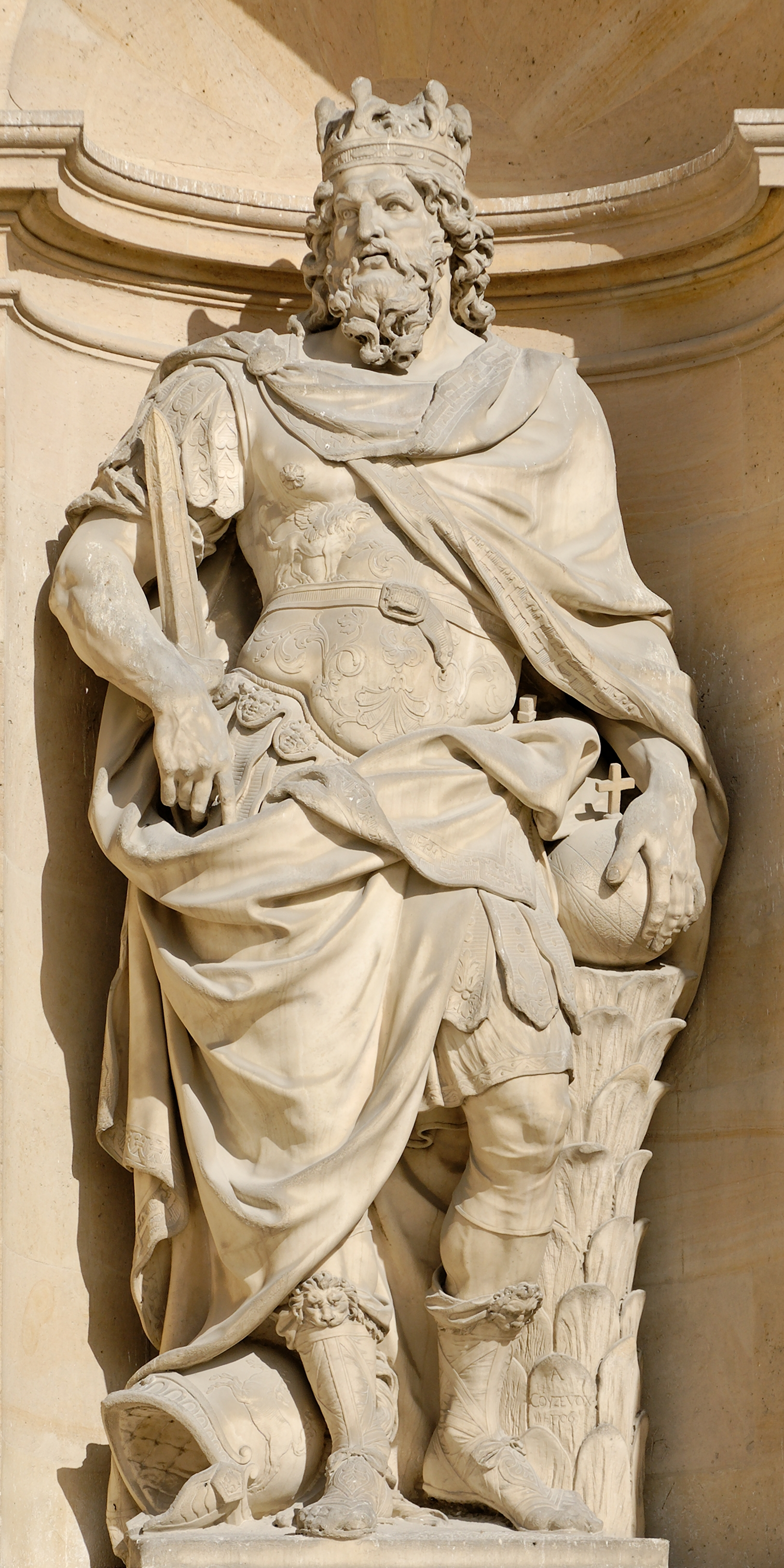
Carlemany, marbre, 1706, Els Invàlids, Paris.